# Distrikt Samán
Der Distrikt Samán liegt in der Provinz Azángaro in der Region Puno in Südost-Peru. Der Distrikt wurde am 2. Mai 1854 gegründet. Er besitzt eine Fläche von 204 km². Beim Zensus 2017 wurden 10.062 Einwohner gezählt. Im Jahr 1993 betrug die Einwohnerzahl 14.535, im Jahr 2007 14.314. Sitz der Distriktverwaltung ist die 3830 m hoch gelegene Ortschaft Samán mit 465 Einwohnern (Stand 2017). Samán befindet sich 47 km südsüdöstlich der Provinzhauptstadt Azángaro.

## Geographische Lage
Der Distrikt Samán befindet sich im Andenhochland im äußersten Südosten der Provinz Azángaro. Er liegt am Südufer der Laguna Arapa. Der Río Ramis (auch Río Azángaro) durchquert den Süden des Distrikts in östlicher Richtung.
Der Distrikt Samán grenzt im Nordosten an den Distrikt Huancané, im Südosten an den Distrikt Taraco, im Süden an den Distrikt Pusi (alle drei zuvor genannten Distrikte gehören zur Provinz Huancané), im Südwesten an den Distrikt Caminaca sowie im Nordwesten an den Distrikt Arapa.

## Ortschaften
Im Distrikt gibt es neben dem Hauptort folgende größere Ortschaften:
- Accarapisco (261 Einwohner)
- Alto Furuncha (360 Einwohner)
- Cancolla Macha (304 Einwohner)
- Chejachi (286 Einwohner)
- Chucaripo Cantagachi Letero (457 Einwohner)
- Chucaripo Ccorpa (230 Einwohner)
- Chucaripo Hiruito (307 Einwohner)
- Chucaripo Pampa (215 Einwohner)
- Hombrehuaty (299 Einwohner)
- Isla (202 Einwohner)
- Jasana Grande (451 Einwohner)
- Machaca Isla (413 Einwohner)
- Muni Chico (294 Einwohner)
- Pampa Cariguita (304 Einwohner)
- Primer Chacamarca (467 Einwohner)
- Rinconada Cariguita (316 Einwohner)
- Segundo Chacamarca (405 Einwohner)
- Tambo (222 Einwohner)